# Министерство финансов Чили
Министерство финансов Чили отвечает за управление финансовыми делами, фискальной политики и рынков капитала в Чили, планирования, управления, координации, выполнения, контроля и информирования всех финансовых политики, разработанной президентом Чили.

## История
Министерство было впервые организовано Указом Президента от 2 июня 1817 года Бернардо О'Хиггинсом, которое в то время называлось "Секретариатом финансов" (1818 - 1824). Нынешняя структура, обязанности и полномочия были определены Указом Президента №7912 согласно "Общему закону Министерств» 30 ноября 1927 года.